# Un corpo sulla spiaggia
Un corpo sulla spiaggia (titolo originale Ewa Morenos fall) è un romanzo giallo dello scrittore svedese Håkan Nesser pubblicato in Svezia nel 2000.
È l'ottavo libro della serie che ha per protagonista il commissario Van Veeteren.
La prima edizione del romanzo è stata pubblicata nell'anno 2012 da Guanda.

## Trama
Nel mese di luglio, i'ispettore Ewa Moreno della polizia di Maardan è pronta ad andare in ferie nella casa estiva del suo nuovo fidanzato Mikael Bau. Purtroppo per lei non sarà facile dimenticare il lavoro, a causa di un interrogatorio in cui un pericoloso criminale getta accuse verso la polizia. A questo si aggiunge il caso di Mikaela Lijphart, una diciottenne la cui scomparsa riconduce alla misteriosa morte di Winnie Maas, una ragazza uccisa nel 1983 dal professore, poi caduto preda della follia, con cui aveva una relazione.

## Edizioni
- Håkan Nesser, Ewa Morenos fall, traduzione di Carmen Giorgetti Cima, Guanda, 2012. ISBN 978-88-6088-007-9.
- Håkan Nesser, Ewa Morenos fall, traduzione di Carmen Giorgetti Cima, TEA, 2014. ISBN 978-88-502-3363-2.